# Ancyronyx helgeschneideri
Ancyronyx helgeschneideri is een keversoort uit de familie beekkevers (Elmidae). De wetenschappelijke naam van de soort werd in 2007 gepubliceerd door Freitag & Jäch.